# Phare de Stanislav
Le phare de Stanislav, en ukrainien Станіславський маяк, est un phare de structure hyperboloïde situé sur un écueil du golfe Borysthénique, au sud-ouest de Kherson, en Ukraine.